# Conjugado (matemática)

Representación geométrica de y su conjugado en el plano complejo.

En matemáticas, el conjugado de un número complejo, se obtiene cambiando el signo de su componente imaginaria. Por lo tanto, el conjugado de un número complejo

{\displaystyle z=a+ib\,}

(donde {\displaystyle a} y {\displaystyle b} son números reales) es

{\displaystyle {\overline {z}}=a-ib.\,}

El conjugado es a menudo indicado como {\displaystyle z^{*}}. Aquí, se utiliza la notación {\displaystyle {\bar {z}}} para evitar confusiones con la notación utilizada para indicar la transpuesta conjugada de una matriz (que puede pensarse como una generalización del conjugado de un número). (Notar además que, en la representación de números complejos como matrices reales {\displaystyle 2\times 2}, trasponer equivale a conjugar.)
Por ejemplo,
{\displaystyle {\overline {(3-2i)}}=3+2i}
{\displaystyle {\overline {7i}}=-7i}
{\displaystyle {\overline {i}}=-i.}
Los números complejos pueden ser representados como puntos en un plano con un sistema de coordenadas cartesianas. El eje {\displaystyle x} contiene los números reales y el eje {\displaystyle y} contiene los múltiplos de {\displaystyle i} (la unidad imaginaria). Por lo tanto, en esta representación el conjugado de un número corresponde a su reflexión sobre el eje x.
Sin embargo, en forma polar, el conjugado de {\displaystyle re^{i\phi }} queda determinado por {\displaystyle re^{-i\phi }}. Lo cual se puede verificar fácilmente aplicando la fórmula de Euler.
Los pares formados por un número y su conjugado son importantes ya que la unidad imaginaria {\displaystyle i} es indistinta de su inversa aditiva y multiplicativa {\displaystyle -i}, ya que ambas satisfacen la definición de la unidad imaginaria: {\displaystyle i^{2}=-1}. Lo más común es que, si un número complejo es solución de un problema, también su conjugado lo es, esto se verifica por ejemplo en las soluciones complejas de la fórmula cuadrática con coeficientes reales.

## Propiedades del conjugado  de un complejo
Estas propiedades se aplican a todos los números complejos {\displaystyle z} y {\displaystyle w}, a menos que se indique lo contrario.

1. {\displaystyle {\overline {\left(z+w\right)}}={\overline {z}}+{\overline {w}}}
2. {\displaystyle {\overline {\left(z-w\right)}}={\overline {z}}-{\overline {w}}}
3. {\displaystyle {\overline {(zw)}}={\overline {z}}\;{\overline {w}}\!\ }
4. {\displaystyle {\overline {\left({\frac {z}{w}}\right)}}={\frac {\overline {z}}{\overline {w}}}} si {\displaystyle w} es distinto de cero
5. {\displaystyle {\overline {z}}=z\!\ } si y solo si {\displaystyle z} es real, caracterización de un complejo real
6. {\displaystyle {\overline {z^{n}}}={\overline {z}}^{n}} para todo entero {\displaystyle n}
7. {\displaystyle \left|{\overline {z}}\right|=\left|z\right|}, un número complejo y su conjugado tiene igual norma.
8. {\displaystyle {\left|z\right|}^{2}=z{\overline {z}}={\overline {z}}z}
9. {\displaystyle z^{-1}={\frac {\overline {z}}{{\left|z\right|}^{2}}}} si {\displaystyle z} es distinto de cero
10. {\displaystyle z*{\overline {z}}=a^{2}+b^{2}} ≠ {\displaystyle 0} si {\displaystyle z}≠{\displaystyle 0}
11. El conjugado del complejo z, geométricamente, es un vector simétrico del vector z, respecto al eje OX.
12. Si  {\displaystyle z={\left|z\right|}e^{\phi }} entonces {\displaystyle {\overline {z}}={\left|z\right|}e^{2\pi -\phi }}
13. {\displaystyle {\overline {\left({\frac {dz}{dt}}\right)}}={\frac {d{\overline {z}}}{dt}}} El conjugado de la derivada es igual a la derivada del conjugado.

La fórmula (9) es el método normalmente utilizado para encontrar el inverso de un número complejo si el número está expresado en coordenadas rectangulares.

{\displaystyle \exp({\overline {z}})={\overline {\exp(z)}}\,\!}

{\displaystyle \log({\overline {z}})={\overline {\log(z)}}\,\!} si {\displaystyle z} es mayor que cero

## Conjugado  de un hipercomplejo
La noción de número conjugado puede extenderse a los números hipercomplejos. Por ejemplo para un  hipercomplejo (cuaternión ) se tiene:

{\displaystyle a+bi+cj+dk\mapsto a-bi-cj-dk}

Puede verse que la operación unitaria de conjugación hipercompleja es el único automorfismo que deja invariante el subconjunto de los números reales diferente de la identidad. Las mismas propiedades, que valen para la conjugación de números complejos, se cumplen para la conjugación de números hipercomplejos.

## Aplicaciones
- La conjugación del denominador complejo juega el mismo papel que la racionalización de un denominador irracional. Se busca que el denominador sea real.
- Facilita la división de números complejos, pues al conjugar el denominador, el cociente se transforma en un producto del dividendo por el inverso multiplicativo del divisor.
- Permite calcular el módulo de cualquier número complejo.[3]